# Изабела I (Йерусалим)
Изабела I (Isabella I; * 1172, † 1205) от дома Дьо Шато-Ландон (също Втори дом Анжу), е кралица на Йерусалим от 1192 до 1205 г.

## Произход и ранни години
Дъщеря е на Амори I и Мария Комнина, роднина на византийския император Мануил I Комнин. Сестра е на Сибила Йерусалимска и Балдуин IV.
Изабела I се омъжва през 1183 г. за Хумфрид IV от Торон. През брачната нощ замъкът е нападнат от войската на Саладин. През 1192 г. тя е разведена против нейната воля от Хумфрид IV.
През 1190 г. Изабела се омъжва за маркграф Конрад Монфератски от род Алерамичи.

## Кралица на Йерусалим
На 16 април 1192 г. Изабела и Конрад са короновани за крал и кралица на Йерусалимското кралство. Малко след това, на 28 април 1192 г., Конрад е намушкан в Тир с нож от двама асасини, по пътя за дома си от посещение при Филип, епископ на Бове. Тогава Изабела е бременна с Мария Монфератска.
Осем дни след убийството на Конрад английският крал Ричард I Лъвското сърце жени бременната Изабела за своя племенник – младия френски благородник, граф Анри II от Шампан, племенник и на френския крал. Анри умира през 1197 г. след като пада от прозорец.
Изабела I се омъжва за четвърти път през 1197 г. за Амори II Йерусалимски (крал Амалрик I Кипърски). Той умира през 1205 г., малко преди нея.
Нейна наследница на трона става дъщеря ѝ Мария Монфератска.

## Деца
От брака си с Конрад Монфератски има една дъщеря:
- Мария Монфератска (* 1192, † 1212), кралица на Йерусалим през 1205 – 1212 г.

От брака си с Анри II има три дъщери:
- Мари (* 1192/1193, † пр. 1205)
- Алиса Шампанска (* 1196, † 1246), омъжва се 1208 г. за нейния доведен брат Юг I дьо Лузинян, крал на Кипър
- Филипа Шампанска (* 1197, † 20 декември 1250), омъжва се 1213 г. за Ерард I от Бриен-Рамерупт (* 1170, † 1246)

От брака си с Амори II Йерусалимски има децата:
- Сибила дьо Лузинян (* 1200, † сл. 1225), ∞ Левон I († 1219), крал на Киликийска Армения
- Мелисенда дьо Лузинян (* 1197/99, † сл. 1249), ∞ 1218 Боемунд IV († 1233), княз на Антиохия
- Амалрик дьо Лузинян (* 1201, † 2 февруари 1204)